# Zombor
Zombor je obec v okrese Veľký Krtíš v Banskobystrickém kraji na Slovensku. Leží ve východní části Ipeľské kotliny přibližně 20 km jihovýchodně od okresního města a asi 2 km od hranice s Maďarskem. Žije zde 148 obyvatel.
První písemná zmínka o obci pochází z roku 1327. V obci se nachází jednolodní klasicistní evangelický kostel s představenou věží z let 1841-1845.